# Tekniska högskolan, Helsingfors

Tekniska högskolan (finska: Teknillinen korkeakoulu) var en teknisk högskola i Esbo, och innan dess i Helsingfors. Den uppgick i Aalto-universitetet 2010 och upplöstes 2011.
Högskolan ligger idag i Otnäs i Esbo, men grundades i Helsingfors. Den var känd under förkortningarna TKK (Teknillinen Korkeakoulu), TH (Tekniska Högskolan) och HUT (Helsinki University of Technology), men använde officiellt framför allt förkortningen TKK för att undvika missförstånd.

## Historik

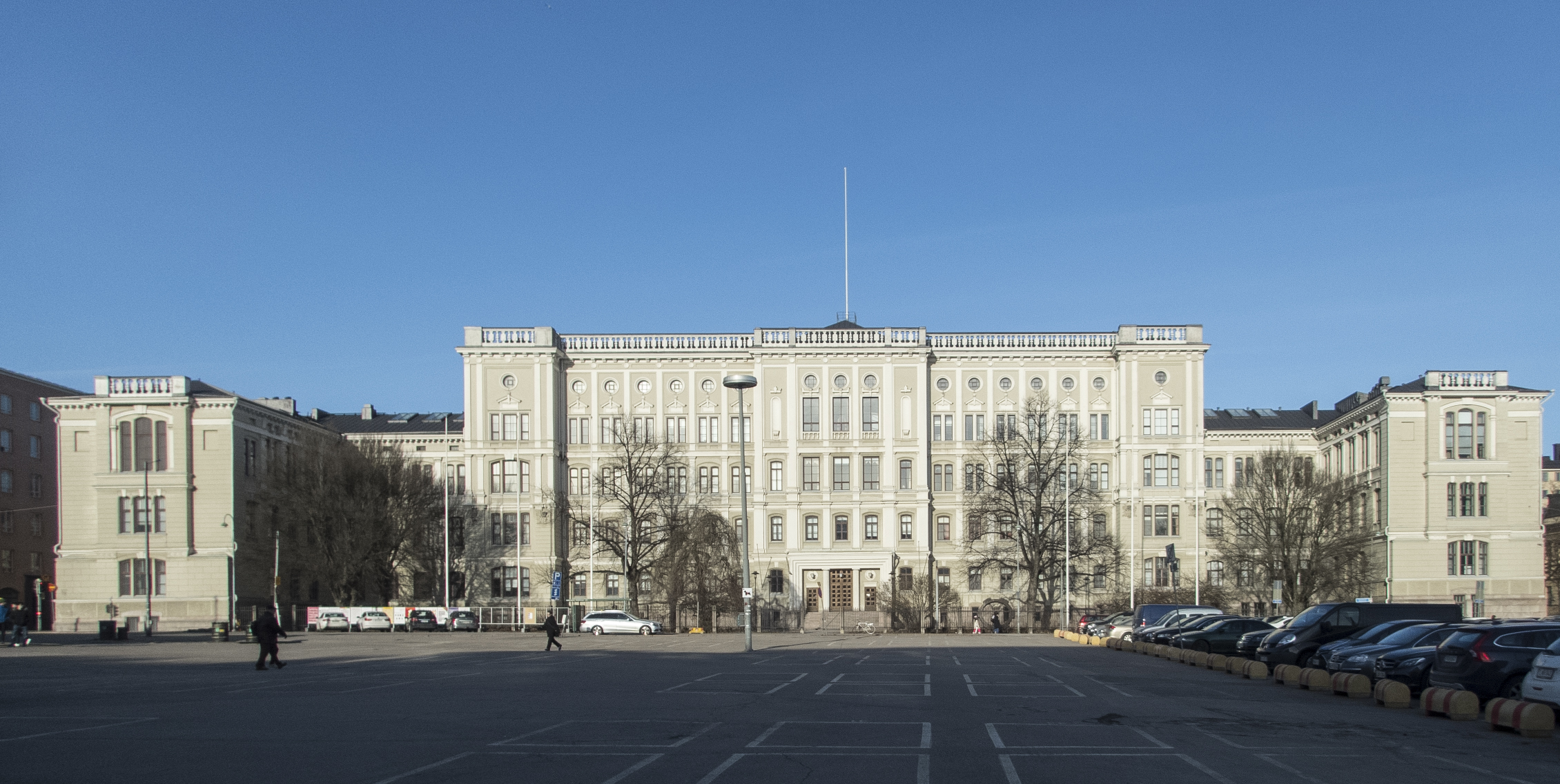
Gamla Tekniska högskolan

Tekniska högskolan grundades 1849 under namnet Helsingfors tekniska realskola. Från 1858 bedrevs undervisning i facken maskinteknik, lantmäteri, arkitektur och kemi. 1872 fick skolan namnet Polytekniska skolan och 1879 blev det Polytekniska institutet. Därvid upphörde också undervisningen i allmänbildande ämnen och skolan blev en renodlad läroinrättning med yrkesinriktning. Den fick universitetsstatus 1908 och blev Tekniska högskolan. Från 1877 fick den ett eget pampigt hus vid Sandvikstorget i sydvästra änden av stadsdelen Kampen, där den verkade fram tills de nya utrymmena i Otnäs blev färdiga. TKK flyttade från Helsingfors till Esbo 1966.
Till TKK:s meriter hörde bland annat ett starkt kunnande såväl inom trådlös telekommunikation som träförädling. Tekniska högskolan var även framstående på teknisk fysik, och hade ett av de främsta lågtemperaturslaboratorierna i världen. Arkitektavdelningen åtnjöt också god renommé.
Tekniska högskolan var officiellt trespråkig (finska, svenska och engelska). Fastän undervisningen går främst på finska och engelska så har svenskspråkiga studerande rättigheten att vid behov bland annat avlägga tentamina och få ta del av universitetets andra tjänster på sitt modersmål. Tekniska högskolan hade även en svenskspråkig nation (Teknologföreningen).
2010-2011 fungerade Tekniska högskolan under namnet Aalto-universitetets tekniska högskola, och den delades i fyra högskolor 2011:
- Aalto-universitetets högskola för elektroteknik
- Aalto-universitetets högskola för ingenjörsvetenskaper
- Aalto-universitetets högskola för kemiteknik
- Aalto-universitetets högskola för teknikvetenskaper

Före detta Tekniska högskolans arkitektutbildning flyttades från Aalto-universitetets högskola för ingenjörsvetenskaper till Aalto-universitetets högskola för konst, design och arkitektur (f.d. Konstindustriella högskolan) 2012.